# Gioux
Pour les articles homonymes, voir Gioux (homonymie).
Gioux (Juòus en occitan) est une commune française située dans le département de la Creuse en région Nouvelle-Aquitaine.

## Géographie

### Hydrographie
Le cours d'eau qui arrose la commune de Gioux se nomme la Gioune.
Sur l'ancien cadastre de la commune qui a été réalisé vers 1835 par le même géomètre qui avait précédemment réalisé celui de la commune de Féniers ce cours d'eau est désigné sous la double appellation de Gioune ou Creuse. Il s'agit là d'une " pirouette " du technicien afin d'être en conformité avec le cadastre de Croze établi en 1819 sur lequel le cours d'eau dont il s'agit est bien nommé Gioune, et aussi en accord avec le cadastre qu'il venait de réaliser sur la commune de Féniers et sur lequel il avait placé la source de la Creuse.
Au cours de ces dernières années une polémique est née de cette situation, la commune du Mas-d'Artige s'élevant à juste titre contre l'argument touristique de Féniers s'attribuant la source de la rivière qui a donné son nom à tout le département. En effet on peut affirmer qu'en établissant quinze ans avant celui de Féniers le cadastre de Croze, le géomètre a pu désigner les cours d'eau suivant les appellations qui étaient pratiquées à cette époque par l'ensemble de leurs riverains. Ceci est d'autant plus vraisemblable que cela est en parfait accord avec la géomorphologie des lieux, la vallée de la rivière se poursuivant très naturellement sur Clairavaux puis sur Le Mas-d'Artige

### Topographie
La commune culmine, au nord-est du bourg de Gioux, à 886  mètres, au puy d'Hyverneresse, à  proximité du hameau du même nom, tel qu'il apparaît sur une carte du fond topographique IGN au 1/25000
| La Nouaille         | Saint-Quentin-la-Chabanne | Croze      |
|                     | Gioux                     |            |
| Gentioux-Pigerolles | Féniers                   | Clairavaux |

### Climat
Pour des articles plus généraux, voir Climat de la Nouvelle-Aquitaine et Climat de la Creuse.
Historiquement, la commune est exposée à un climat montagnard.  
En 2020, Météo-France publie une typologie des climats de la France métropolitaine dans laquelle la commune est exposée à un climat de montagne et est dans la région climatique  Ouest et nord-ouest du Massif Central, caractérisée par une pluviométrie annuelle de 900 à 1 500 mm, maximale en automne et en hiver.
Pour la période 1971-2000, la température annuelle moyenne est de 9,2 °C, avec une amplitude thermique annuelle de 14,8 °C. Le cumul annuel moyen de précipitations est de 1 266 mm, avec 13,6 jours de précipitations en janvier et 8 jours en juillet. Pour la période 1991-2020, la température moyenne annuelle observée sur la station météorologique la plus proche, située sur la commune de Felletin à 9 km à vol d'oiseau, est de 10,4 °C et le cumul annuel moyen de précipitations est de 969,0 mm,. Pour l'avenir, les paramètres climatiques de la commune estimés pour 2050 selon différents scénarios d'émission de gaz à effet de serre sont consultables sur un site dédié publié par Météo-France en novembre 2022.

## Urbanisme

### Typologie
Au 1er janvier 2024, Gioux est catégorisée commune rurale à habitat très dispersé, selon la nouvelle grille communale de densité à 7 niveaux définie par l'Insee en 2022.
Elle est située hors unité urbaine et hors attraction des villes,.

### Occupation des sols
L'occupation des sols de la commune, telle qu'elle ressort de la base de données européenne d’occupation biophysique des sols Corine Land Cover (CLC), est marquée par l'importance des territoires agricoles (52,1 % en 2018), en augmentation par rapport à 1990 (51,1 %). La répartition détaillée en 2018 est la suivante : 
forêts (42,7 %), prairies (37,8 %), zones agricoles hétérogènes (14,4 %), milieux à végétation arbustive et/ou herbacée (5,2 %). L'évolution de l’occupation des sols de la commune et de ses infrastructures peut être observée sur les différentes représentations cartographiques du territoire : la carte de Cassini (XVIIIe siècle), la carte d'état-major (1820-1866) et les cartes ou photos aériennes de l'IGN pour la période actuelle (1950 à aujourd'hui).

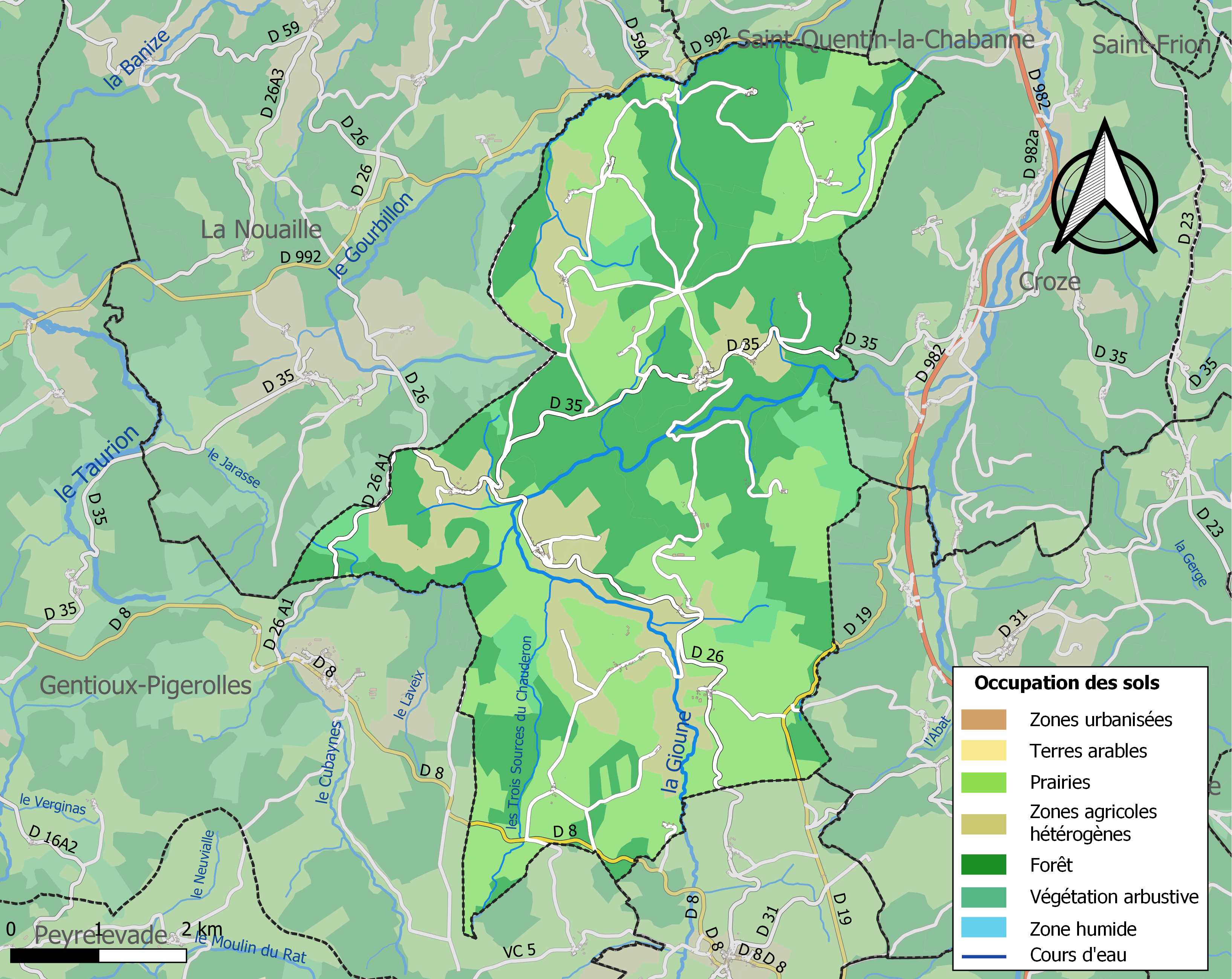
Carte des infrastructures et de l'occupation des sols de la commune en 2018 (CLC).

### Risques majeurs
Le territoire de la commune de Gioux est vulnérable à différents aléas naturels : météorologiques (tempête, orage, neige, grand froid, canicule ou sécheresse) et séisme (sismicité très faible). Il est également exposé à un risque particulier : le risque de radon. Un site publié par le BRGM permet d'évaluer simplement et rapidement les risques d'un bien localisé soit par son adresse soit par le numéro de sa parcelle.

#### Risques naturels

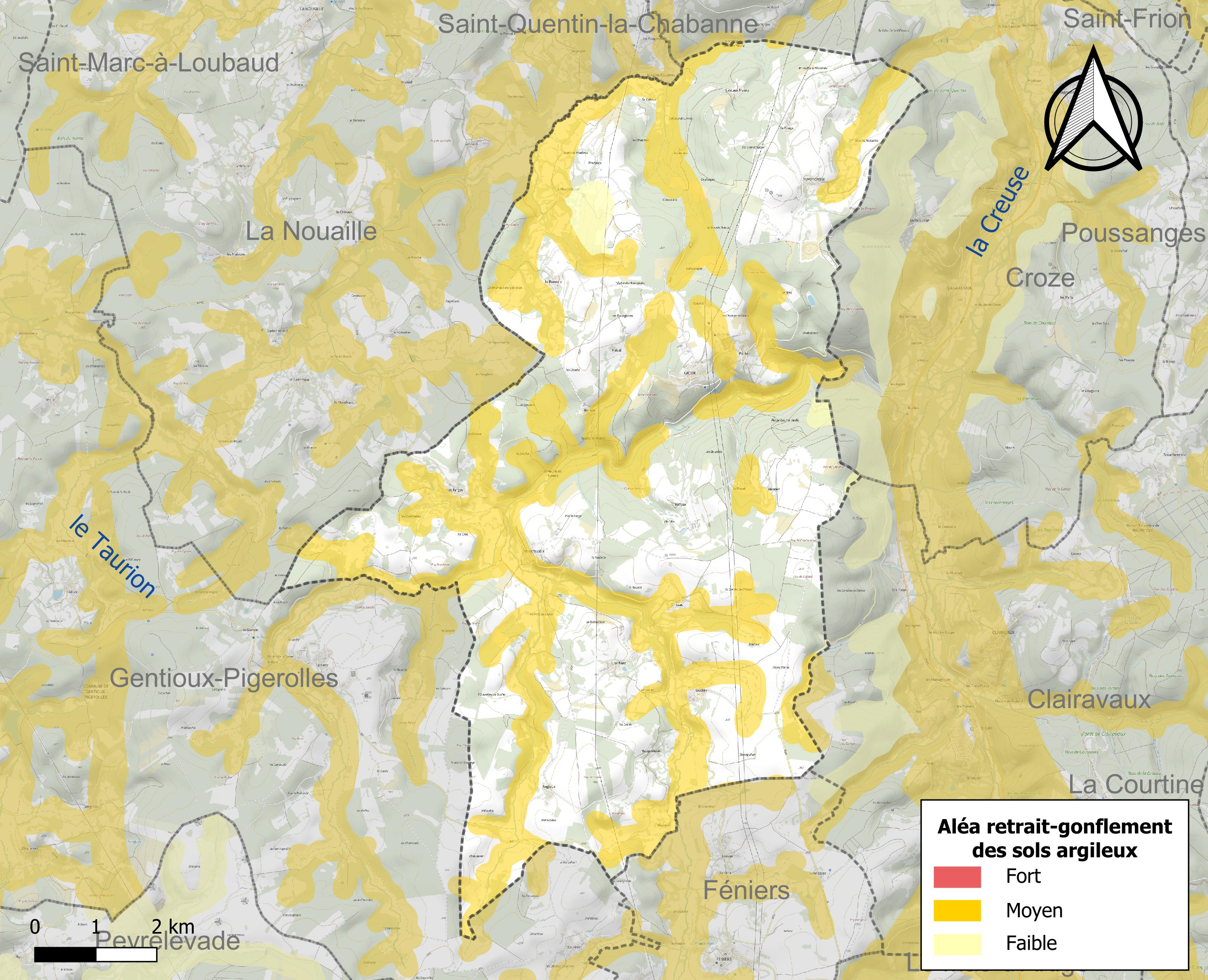
Carte des zones d'aléa retrait-gonflement des sols argileux de Gioux.

Le retrait-gonflement des sols argileux est susceptible d'engendrer des dommages importants aux bâtiments en cas d’alternance de périodes de sécheresse et de pluie. 34,8 % de la superficie communale est en aléa moyen ou fort (33,6 % au niveau départemental et 48,5 % au niveau national). Sur les 170 bâtiments dénombrés sur la commune en 2019, 48 sont en aléa moyen ou fort, soit 28 %, à comparer aux 25 % au niveau départemental et 54 % au niveau national. Une cartographie de l'exposition du territoire national au retrait gonflement des sols argileux est disponible sur le site du BRGM,.
Par ailleurs, afin de mieux appréhender le risque d’affaissement de terrain, l'inventaire national des cavités souterraines permet de localiser celles situées sur la commune.
La commune a été reconnue en état de catastrophe naturelle au titre des dommages causés par les inondations et coulées de boue survenues en 1982 et 1999. Concernant les mouvements de terrains, la commune a été reconnue en état de catastrophe naturelle au titre des dommages causés par des mouvements de terrain en 1999.

#### Risque particulier
Dans plusieurs parties du territoire national, le radon, accumulé dans certains logements ou autres locaux, peut constituer une source significative d’exposition de la population aux rayonnements ionisants. Certaines communes du département sont concernées par le risque radon à un niveau plus ou moins élevé. Selon la classification de 2018, la commune de Gioux est classée en zone 3, à savoir zone à potentiel radon significatif.

## Politique et administration
| Période                                  | Période  | Identité          | Étiquette | Qualité              |
| ---------------------------------------- | -------- | ----------------- | --------- | -------------------- |
| mars 2001                                | 2008     | Régine Bonifas    |           |                      |
| mars 2008                                | 2014     | Mireille Grégoire |           |                      |
| mars 2014                                | 2020     | Isabelle Grand    | SE        |                      |
| mai 2020                                 | En cours | Marina Bonifas    |           | Secrétaire de mairie |
| Les données manquantes sont à compléter. |          |                   |           |                      |

## Démographie
L'évolution du nombre d'habitants est connue à travers les recensements de la population effectués dans la commune depuis 1793. Pour les communes de moins de 10 000 habitants, une enquête de recensement portant sur toute la population est réalisée tous les cinq ans, les populations de référence des années intermédiaires étant quant à elles estimées par interpolation ou extrapolation. Pour la commune, le premier recensement exhaustif entrant dans le cadre du nouveau dispositif a été réalisé en 2007.

En 2022, la commune comptait 179 habitants, en évolution de +6,55 % par rapport à 2016 (Creuse : −3,32 %, France hors Mayotte : +2,11 %).
| 1793  | 1800  | 1806  | 1821  | 1831  | 1836  | 1841  | 1846  | 1851  |
| ----- | ----- | ----- | ----- | ----- | ----- | ----- | ----- | ----- |
| 1 145 | 1 205 | 1 239 | 1 365 | 1 346 | 1 193 | 1 176 | 1 200 | 1 183 |

| 1856  | 1861  | 1866  | 1872  | 1876  | 1881 | 1886 | 1891  | 1896 |
| ----- | ----- | ----- | ----- | ----- | ---- | ---- | ----- | ---- |
| 1 156 | 1 172 | 1 150 | 1 023 | 1 041 | 976  | 969  | 1 021 | 983  |

| 1901  | 1906  | 1911 | 1921 | 1926 | 1931 | 1936 | 1946 | 1954 |
| ----- | ----- | ---- | ---- | ---- | ---- | ---- | ---- | ---- |
| 1 033 | 1 052 | 986  | 823  | 785  | 754  | 693  | 600  | 387  |

| 1962 | 1968 | 1975 | 1982 | 1990 | 1999 | 2006 | 2007 | 2012 |
| ---- | ---- | ---- | ---- | ---- | ---- | ---- | ---- | ---- |
| 317  | 313  | 233  | 210  | 214  | 198  | 174  | 171  | 179  |

| 2017 | 2022 | - | - | - | - | - | - | - |
| ---- | ---- | - | - | - | - | - | - | - |
| 164  | 179  | - | - | - | - | - | - | - |

## Histoire
Le nom même de Gioux, issu du nom de Jupiter, renvoie à l'époque gallo-romaine. De cette époque également, sur le territoire de la commune, on trouve les vestiges de la villa de La Valette, une ferme gallo-romaine spécialisée dans l'élevage du mouton et, à proximité des Farges, des traces d'occupation remontant au IIe siècle.
La paroisse Saint-Pierre-et-Saint-Paul de Gioux, qui occupait le bassin hydrographique de la Gioune, mais dont l'église occupe un point haut, fait partie des anciennes paroisses de cette région. Elle fut toujours rattachée à l'évêque de Limoges. Son activité était contrôlée dans le cadre territorial de l'archiprêtré d'Aubusson.
Dans le pouillé (registre ecclésiastique) de 1315, la paroisse de Gioux est citée dans la liste de l'archiprêtré d'Aubusson, entre celle de Clairavaux et celle de Saint-Quentin.

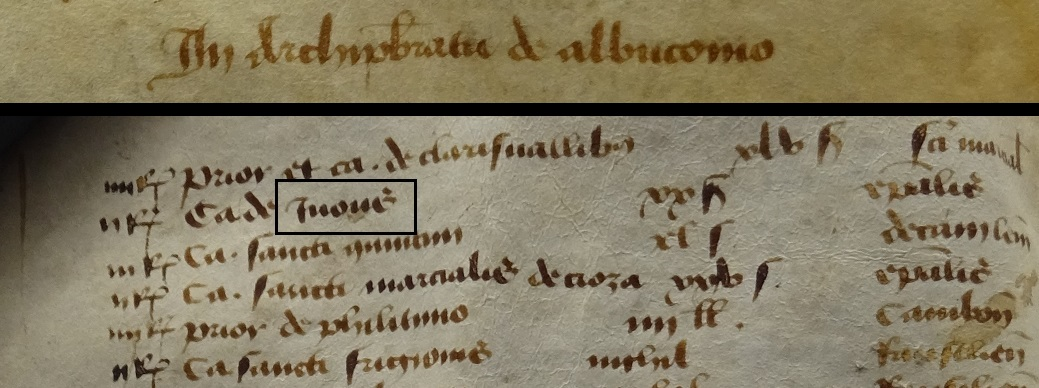
Extrait du pouillé de 1315. Ancien diocèse de Limoges.

Entre le XVIe et le  XVIIe siècle, le haut du bassin de la Gioune est laissée, d'une part au prieuré de Port-Dieu, d'autre part à l'ordre de Jérusalem, pour former respectivement Pigerolles et Féniers. Ces deux nouvelles paroisses sont intégrées à l'archiprêtré de Chirouze, qui s'était fait une spécialité de ce type d'établissements, alors que Gioux reste dans l'archiprêtré d'Aubusson.
Au XIXe siècle, après avoir hésité quelques années entre une implantation à Chissac ou à Cruchant, une “école de hameau” est construite dans le village de Cruchant.

## Culture  et patrimoine

### Lieux et monuments

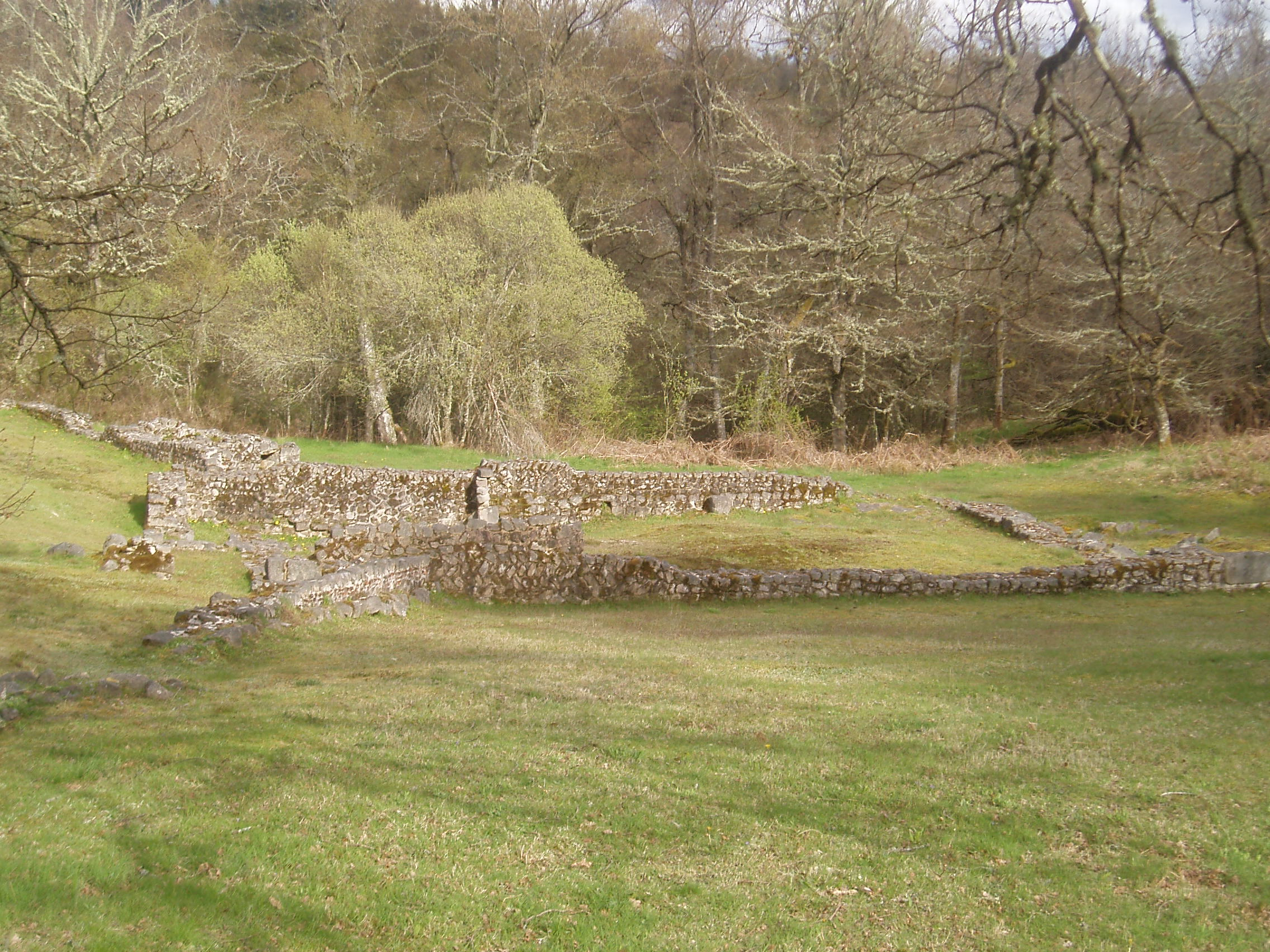
Villa gallo-romaine de Maisonnières.

- Villa gallo-romaine de Maisonnières, inscrite au titre des monuments historiques en 1991[23].
- Église Saint-Pierre-et-Saint-Paul, inscrite au titre des monuments historiques en 1981[24].

### Patrimoine campanaire
La commune est membre de l'Association campanaire limousine. Elle dispose de cloches dans les bâtiments suivants :
- Église Saint-Pierre-et-Saint-Paul (2 cloches)
- École de Cruchant (1 cloche murale)

Gioux à travers des cartes postales anciennes
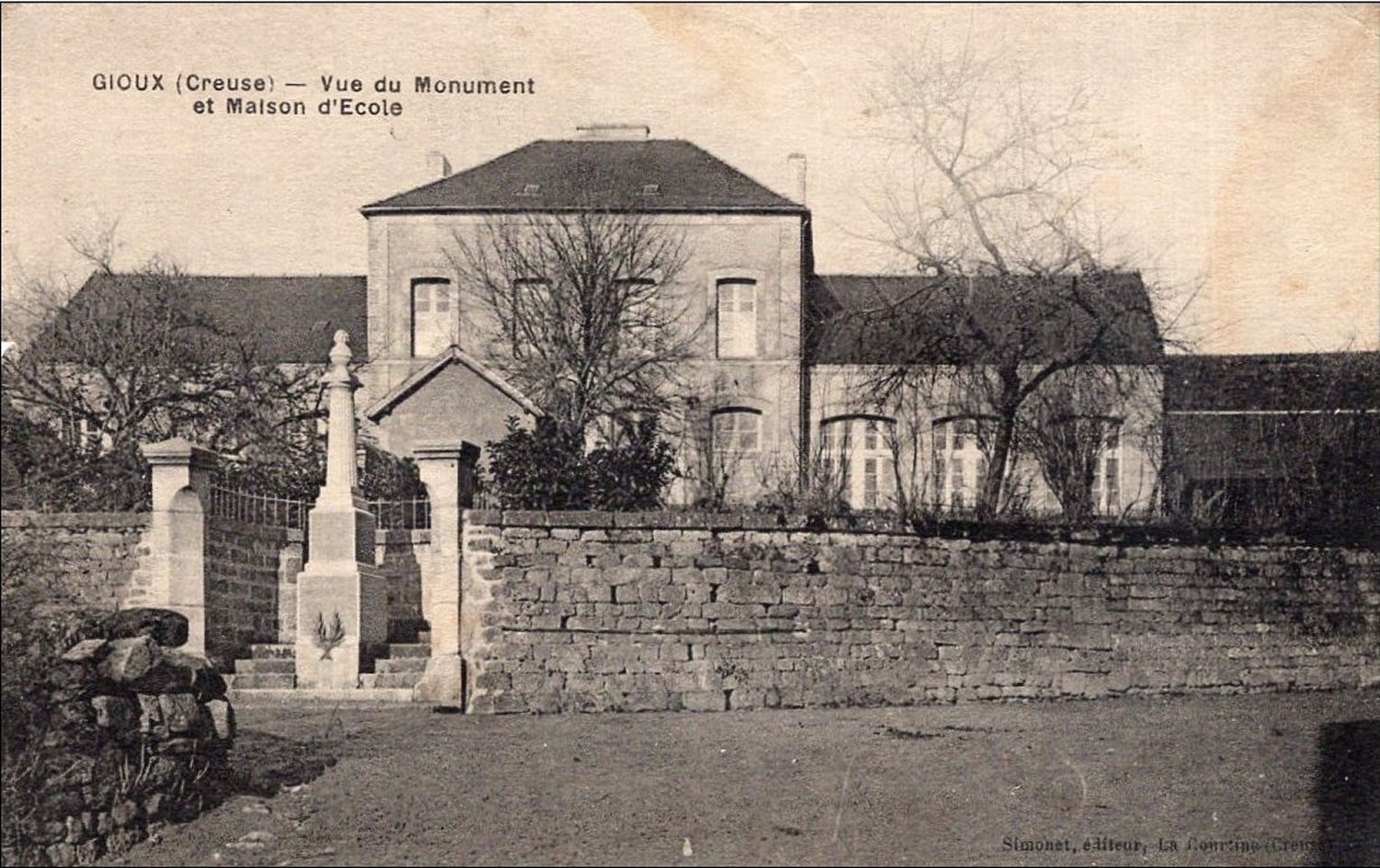
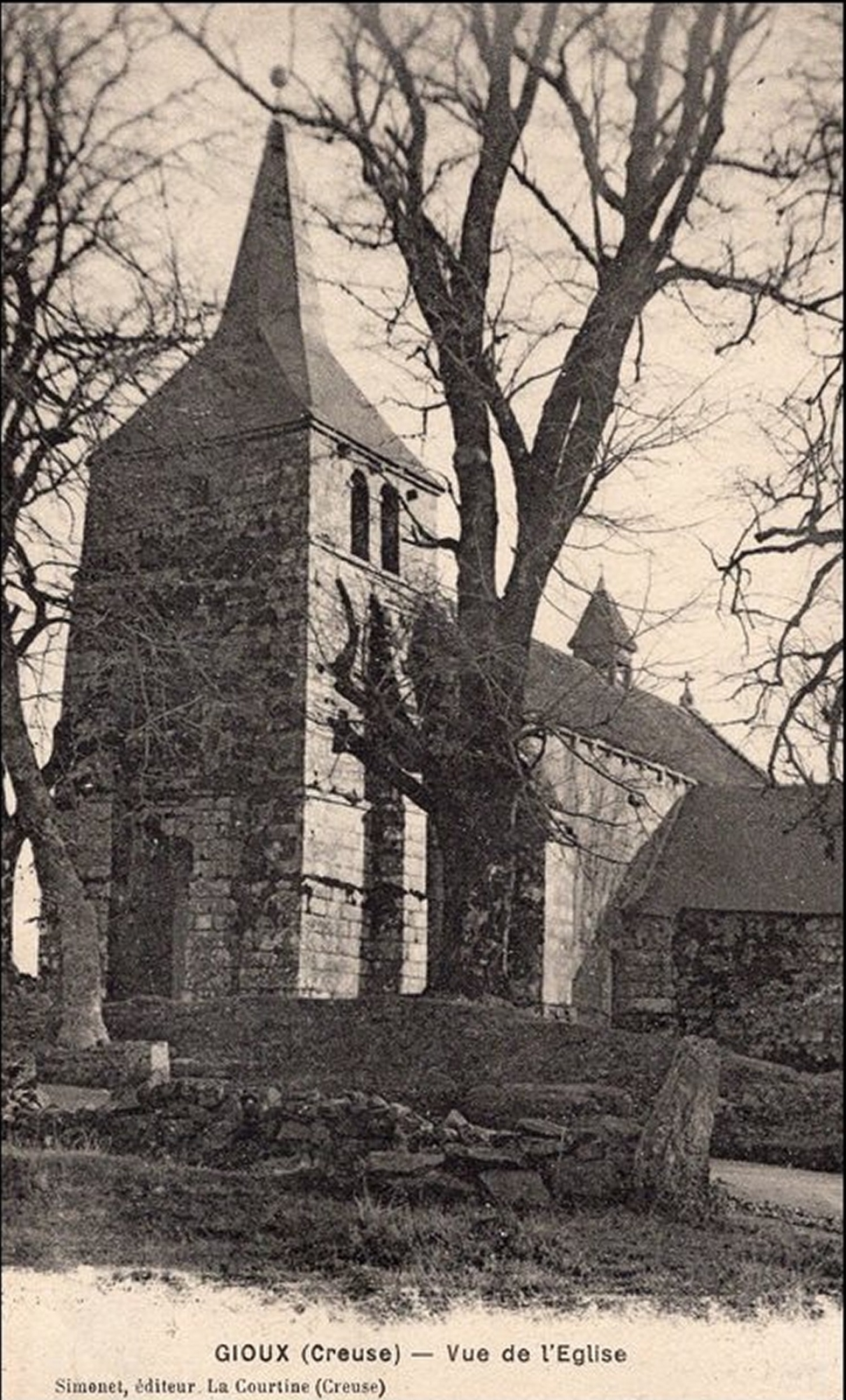
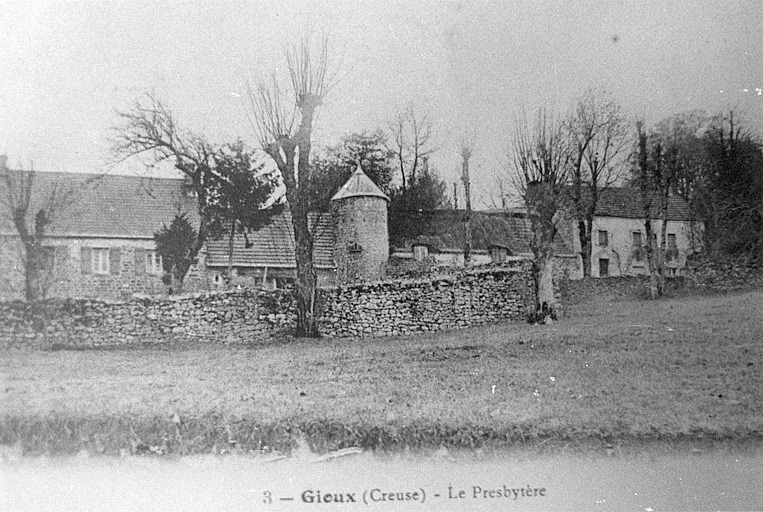

### Personnalités liées à la commune
- Alexandre de Sarrazin, seigneur de Gioux, Ronteix et Cubeyne.